# Borgagölen, Småland
Borgagölen är en sjö i Hylte kommun, på gränsen mellan Halland och Småland och ingår i Nissans huvudavrinningsområde.